# Kol-13-NMR
Kol-13-NMR är en variant av kärnmagnetisk resonansspektroskopi (NMR). I kol-13-NMR använder man det kemiska skiftet för den magnetaktiva isotopen av kol istället för väte. Kol-13-isotopen finns i betydligt lägre koncentrationer än vanligt kol, varför kol-13-spektroskopi kräver känsligare utrustning än HNMR (väte-NMR).